# کاظم وزیری
کاظم وزیری سیاست‌مدار ایرانی بود، که در  دوره بیست و سوم  به‌عنوان نماینده ارومیه در مجلس شورای ملی حضور داشت.